# Psychiatrische Universitätsklinik Heidelberg

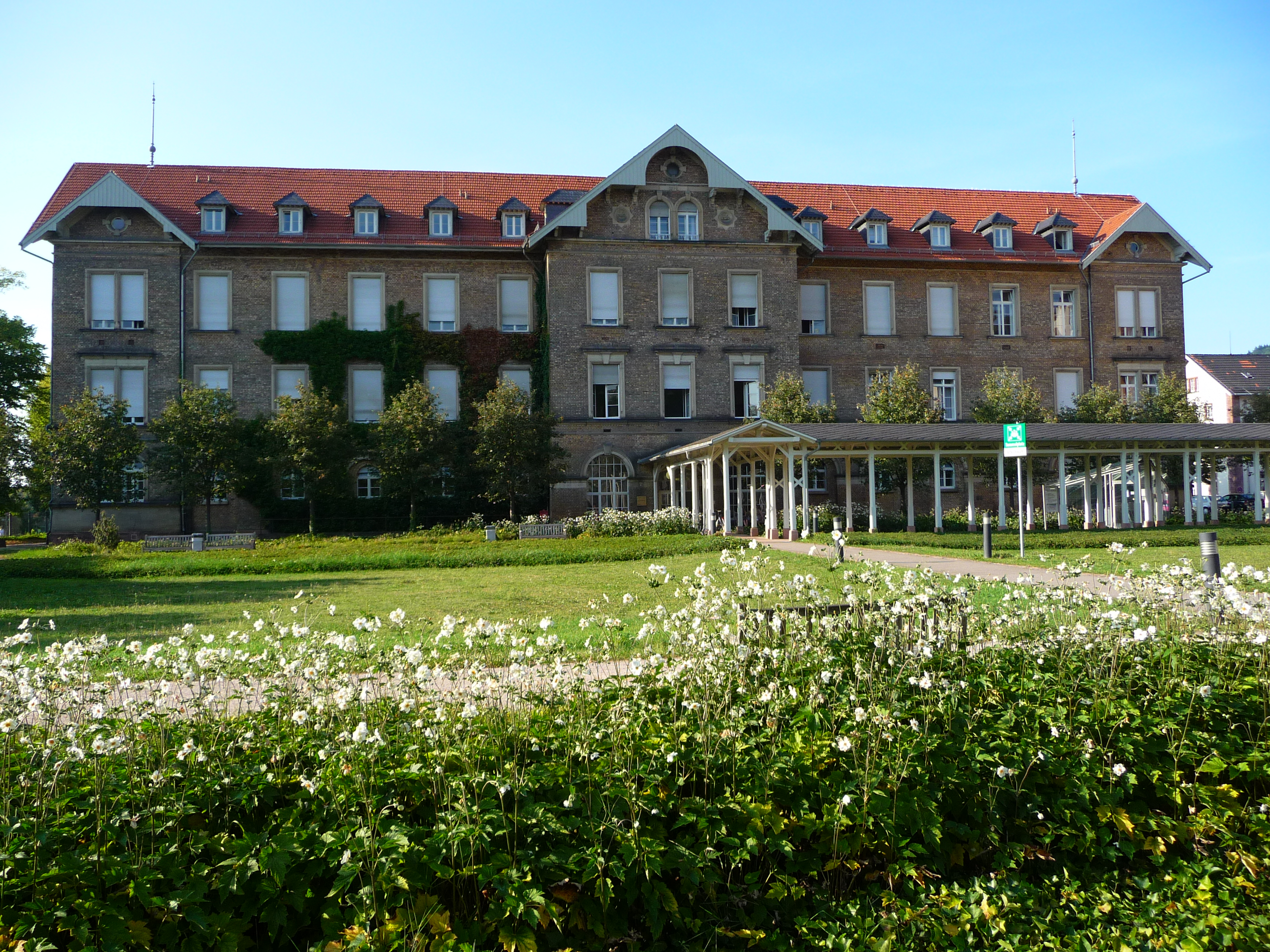
Psychiatrische Universitätsklinik in Heidelberg-Bergheim

Die Psychiatrische Universitätsklinik Heidelberg wurde am 15. Oktober 1878 als Großherzoglich Badische Universitäts-Irrenklinik Heidelberg eröffnet. Als Teil der Universität Heidelberg gewann sie schon bald an Ansehen und gilt seitdem als eine der renommiertesten Institutionen der deutschen Universitätspsychiatrie.

## Geschichte

### 1878–1918: Fürstner – Kraepelin – Bonhoeffer – Nissl
Erster Klinikdirektor war der bei seiner Berufung erst 29-jährige Carl Fürstner (1848–1906). Als Neuropathologe gab er ihr in den dreizehn Jahren seiner Tätigkeit allerdings kaum Impulse.
Ihm folgte Emil Kraepelin, der die Klinik von 1891 bis 1903 leitete. Mit seinen Pionierleistungen begründete der Begründer der modernen empirisch orientierten Psychopathologie das Renommee der Klinik. Seine hier durchgeführten genauen Verlaufsbeobachtungen von psychischen Störungen waren Grundlage für seine systematisch bedeutsame Herausarbeitung des Krankheitsbildes der Dementia praecox und seiner Abgrenzung von dem des manisch-depressiven Irresein, eine Unterscheidung, die sich als so fundamental erwies, dass sie auch der heutigen Unterteilung der endogenen Psychosen in die Gruppe der Psychosen des schizophrenen Formenkreises und die der affektiven Psychosen noch zugrunde liegt.
Nach dem Vorbild Wilhelm Wundts richtete Kraepelin in der Klinik außerdem ein Labor für die psychologische Experimentalforschung ein, für die er eine eigene Zeitschrift begründete: die ab 1894 von ihm herausgegebenen Psychologische Arbeiten. – Berühmte Mitarbeiter von ihm waren Alois Alzheimer (ab 1903, Habilitation 1904 in München), Gustav Aschaffenburg (1891–1901, Habilitation 1895), Robert Gaupp (1900–1904, Habilitation 1901), Franz Nissl (seit 1895, Habilitation 1896, 1904 indirekter Nachfolger von Kraepelin), Ernst Rüdin (1901; wieder ab 1907 in München, Habilitation 1909), Paul Schröder (um 1900), Ernst Trömner, Wilhelm Weygandt (vor 1899), Karl Wilmanns (ab 1902; Habilitation 1906 bei Nissl) und im psychologischen Labor – das von Interessenten aus der ganzen Welt besucht wurde – von 1901 bis 1902 auch Willy Hellpach. Wegen Erfolglosigkeit seiner Bemühungen um den Ausbau der Klinik nahm Kraepelin 1903 einen Ruf nach München an, wo er 1904 nach einer Weltreise seine erfolgreiche Arbeit mit manchem Mitarbeiter aus Heidelberg fortsetzte.
Sein klassisch-klinisch orientierter Nachfolger Karl Bonhoeffer blieb nur zwei Monate, woraufhin das Ministerium mit Franz Nissl erneut einen neuropathologischen Forscher zum Klinikleiter ernannte.
Nissls Tätigkeit bis 1918 war durch den glücklichen Umstand gekennzeichnet, dass er – neben Hans Walter Gruhle (seit 1905, Habilitation 1913) und August Homburger (1873–1930), dem jugendpsychiatrisch orientierten und für psychotherapeutische Ansätze offenen langjährigen Leiter der Poliklinik – in Martin Pappenheim, Arthur Kronfeld (Diss. 1909), Wilhelm Mayer-Gross u. a. engagierte und anregende Mitarbeiter fand. Vor allem aber gab Nissl ab 1909 Karl Jaspers (Diss. 1908) Gelegenheit zur Mitarbeit: In seinen Jahren an der Klinik förderte Jaspers die Einbeziehung der Selbstschilderungen von Kranken in die psychiatrische Arbeit und Forschung, womit er die von Kraepelin vorangetriebene äußerlich-beschreibende Psychopathologie durch Berücksichtigung auch derjenigen inneren seelischen Zustände, die die Kranken wirklich erleben, ergänzte. Grundlagen und Leistungsfähigkeit seines psychologisch-phänomenologisch genannten Ansatzes legte Jaspers 1913 in seiner berühmten Allgemeinen Psychopathologie dar, aufgrund der er sich mit Hilfe Nissls in der Philosophischen Fakultät für Psychologie habilitieren konnte. Allerdings hat er sich dort im Weiteren wenig bemüht, das von ihm in der Psychiatrie nachhaltig verankerte wirklich psychologische Denken über den phänomenologisch-deskriptiven Ansatz hinaus bis zur Erfassung auch noch der inneren Dynamik psychischen Geschehens zu fördern, wie dies etwa seit 1910 sein langjähriger Kollege Arthur Kronfeld zunächst in Auseinandersetzung mit dem psychodynamischen Denken von Sigmund Freud versuchte: seine 1912 erschienene erstmalige Gesamtdarstellung und zunächst auch Aufsehen erregende wissenschaftstheoretische Kritik der psychologischen Theorien Freuds und verwandten Anschauungen geriet vor Jaspers epochaler Leistung schnell in den Hintergrund.

### 1918–1945: Karl Wilmanns – Carl Schneider
Die Zeit des Direktorats von Karl Wilmanns von 1918 bis 1933, durch das die Klinik weiter an Ansehen gewann, war durch intensive Forschungen zu den Psychosen des schizophrenen Formenkreises gekennzeichnet, die Selbstversuche von Mitarbeitern mit psychoaktiven Substanzen einschloss. Neben anderen waren in dieser Zeit Walter Ritter von Baeyer, Hans Bürger-Prinz, Kurt Beringer und Hanns Ruffin in der Klinik tätig, vor allem aber Hans Prinzhorn, der von 1919 bis 1921 den Grundstock für die heute nach ihm benannte Sammlung der Bildwerke von Geisteskranken schuf. 1933 wurde Wilmanns wegen angeblicher oder tatsächlicher despektierlicher Äußerungen über Adolf Hitler und seinen hysterischen Charakter sofort von Nationalsozialisten gezwungen, seinen Lehrstuhl aufzugeben, auf den dann der nichthabilitierte Parteigenosse Carl Schneider berufen wurde.
Mit diesem bis dahin durch originelle wissenschaftliche Arbeiten vor allem auf dem Gebiet der Schizophrenie ausgewiesenen Psychiater, dessen Gedankengänge denen von Arthur Kronfeld nahekamen, dessen Publikationsreihe Kleine Schriften zur Seelenforschung er 1928 sogar für kurze Zeit weiterführte, trat ein überzeugter Nationalsozialist an die Spitze der Leitung der Klinik. Hier setzte er eine durchgehende arbeitstherapeutische Umgestaltung durch, da er in der Therapie durch Arbeit eine „biologische Heilweise“ sah, mit der er meinte, Patienten im Sinne der Leistungsanforderungen der NS-Ideologie wieder in die „Volksgemeinschaft“ zurückführen zu können. Auf der anderen Seite setzte er sich auch persönlich für die konsequente Umsetzung des „Gesetzes zur Verhütung erbkranken Nachwuchses“ ein: seit 1939 gehörte er zu den Obergutachtern des nationalsozialistischen Euthanasieprogramms, dem mindestens 200.000 psychisch Kranke – auch aus der Heidelberger Klinik – zum Opfer fielen. Kurz vor dem Einmarsch der Amerikaner floh er und nahm sich nach seiner Ergreifung in der Untersuchungshaft 1946 das Leben. Gegen seine Mitarbeiter wurde nie Anklage erhoben. An die Opfer erinnert seit 1998 ein Mahnmal vor der Klinik.

### Seit 1945: Kurt Schneider – v. Baeyer – Janzarik – Mundt
Mit Kurt Schneider, Direktor der Klinik von 1945 bis 1955, kam ein Wissenschaftler von München nach Heidelberg, der durch die Herausarbeitung der Erstrangsymptome der Schizophrenie internationale Anerkennung erwarb. Mit Walter Ritter von Baeyer (1955–1972) erhielt die Forschung an der Heidelberger Klinik eine breitere anthropologische Ausrichtung, wobei ein Schwerpunkt seiner Arbeit die Untersuchung und Begutachtung einer großen Anzahl in der Zeit des Nationalsozialismus verfolgter, insbes. jüdischer Patienten war. Gegen Ende seiner Lehrtätigkeit griff die allgemeine Studentenbewegung auf die Klinik über. Sie gipfelte 1970 in der Gründung des Sozialistischen Patientenkollektivs durch Wolfgang Huber, einen Assistenzarzt der Klinik. Die Politisierung des psychodynamischen Krankheitsverständnisses während dieser unruhigen Jahre wirkte noch in die Anfangszeit von Werner Janzarik (1974–1988) hinein. Unter seiner Klinikleitung kam es allmählich zur Rückbesinnung auf das klassisch-psychopathologische Denken in der Tradition Karl Jaspers. In W. Janzariks Amtszeit fällt die Eröffnung der Gerontopsychiatrischen Abteilung durch Österreich. Seit 1989 wird die Klinik von Janzariks ehemaligen Assistenzarzt Christoph Mundt geleitet. Er und seine Mitarbeiter setzten Akzente in der psychologischen Forschung. Unter C. Mundt wurde die Klinik baulich modernisiert und um das 1993 sanierte Gebäude der ehemaligen Neurologischen Klinik erweitert. Außerdem wurde eine Tagesklinik eingerichtet und 2001 die Sammlung Prinzhorn in einem eigenen Gebäude untergebracht.
Es besteht eine Kooperation mit dem Psychiatrischen Zentrum Nordbaden, das unter anderem als Lehrkrankenhaus fungiert.

### Klinikleiter
- 1878–1890: Der erste Lehrstuhlinhaber C. Fürstner. Neuropathologe; danach Straßburg.
- 1891–1903: E. Kraepelin. Begründer der empirisch orientierten Psychopathologie; danach München.
- 1903: K. Bonhoeffer. Begründer des Konzeptes der exogenen Reaktionstypen; dann in Breslau.
- 1904–1918: F. Nissl. Neuropathologe; zuletzt München
- 1918–1933: K. Wilmanns. Lehrstuhlaufgabe auf Druck der Nationalsozialisten.
- 1933–1945: Carl Schneider. Obergutachter des nationalsozialistischen Euthanasieprogramms. An seine Opfer erinnert seit 1998 ein Mahnmal vor der Klinik.
- 1945–1955: Kurt Schneider. Erstrangsymptome der Schizophrenie; Psychopathien.
- 1955–1972: W. von Baeyer. Psychiatrie der Verfolgten.
- 1974–1988: W. Janzarik. Endogene Psychosen.
- 1989–2009: Ch. Mundt. Sozialpsychiatrie.
- seit 2009: S. Herpertz

## Wegweisende Lehrbücher und Monographien aus der Psychiatrischen Univ.-Klinik Heidelberg
- Emil Kraepelin: Psychiatrie. Ein Lehrbuch für Studirende und Aerzte. 6., vollst. umgearb. Aufl. 2 Bände Barth, Leipzig 1899
- Karl Jaspers: Allgemeine Psychopathologie. Ein Leitfaden für Studierende, Ärzte und Psychologen. Springer, Berlin 1913 (2., neubearb. Aufl. 1920, 3., vermehr.u.verbess. Aufl. 1923, 4., völl.neugestalt. Aufl. 1946, seitdem in zahlreichen, aber unveränderten weiteren Auflagen nachgedruckt.)
- Hans Prinzhorn: Bildnerei der Geisteskranken. Ein Beitrag zur Psychologie und Psychopathologie der Gestaltung. Springer, Berlin 1922 Prinzhorn, Hans (1922)
- Kurt Beringer: Der Meskalinrausch. Seine Geschichte und Erscheinungsweise. Monographie aus dem Gesamtgebiete der Neurologie und Psychiatrie Band 49. Springer, Berlin 1927
- Die Schizophrenie. Red. u. mit e. Vorw. vers. von Karl Wilmanns. In: Oswald Bumke (Hrsg.): Handbuch der Geisteskrankheiten. Band 9, Spez. Teil/Teil 5. Springer, Berlin 1932, repr. 1977, ISBN 3-540-07661-1.
- Kurt Schneider: Klinische Psychopathologie. Springer, Berlin ab 1950 (1946 u. 1948 zuvor u.d.T. Beiträge zur Psychiatrie)

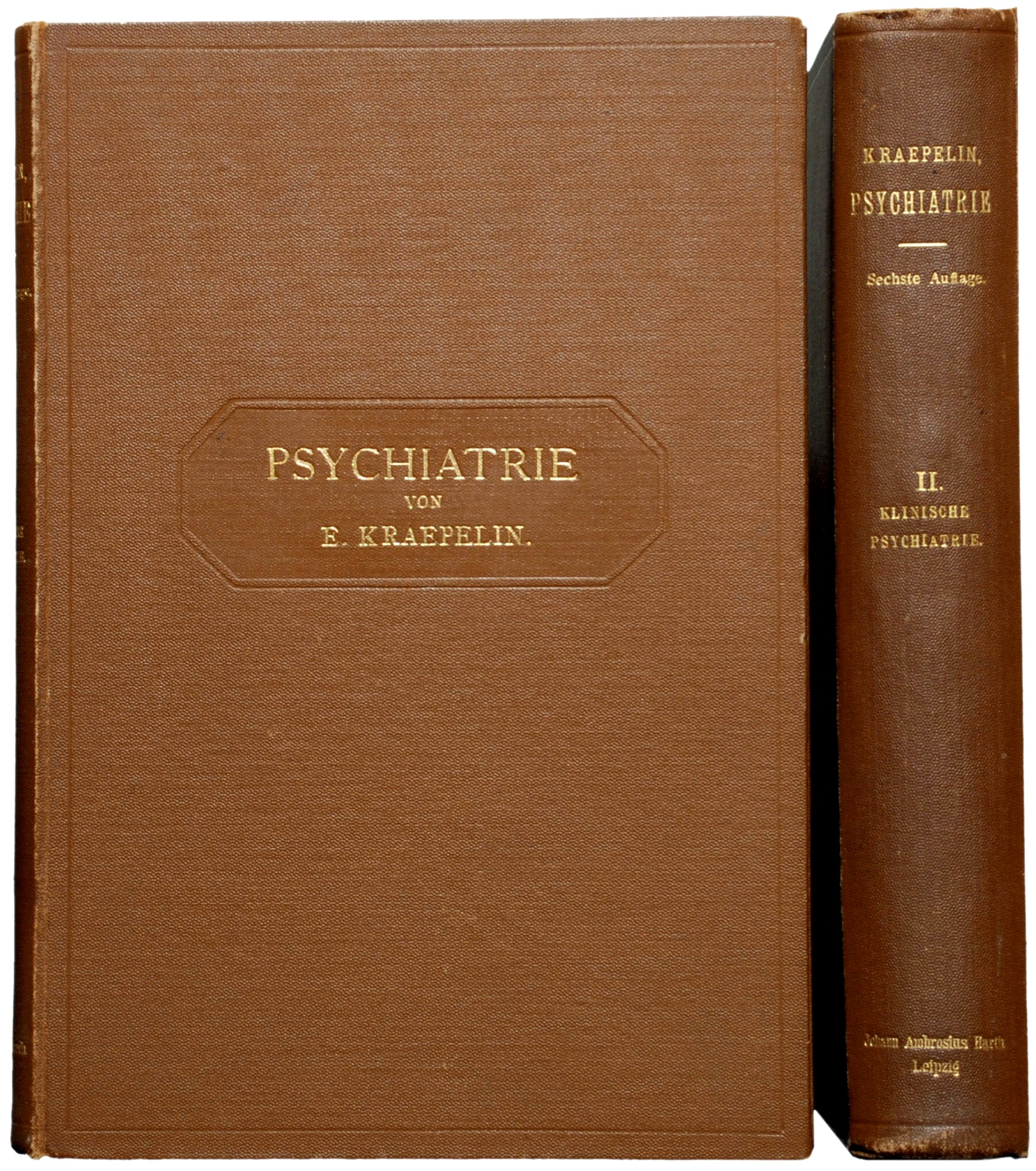
Kraepelin, Emil 1899
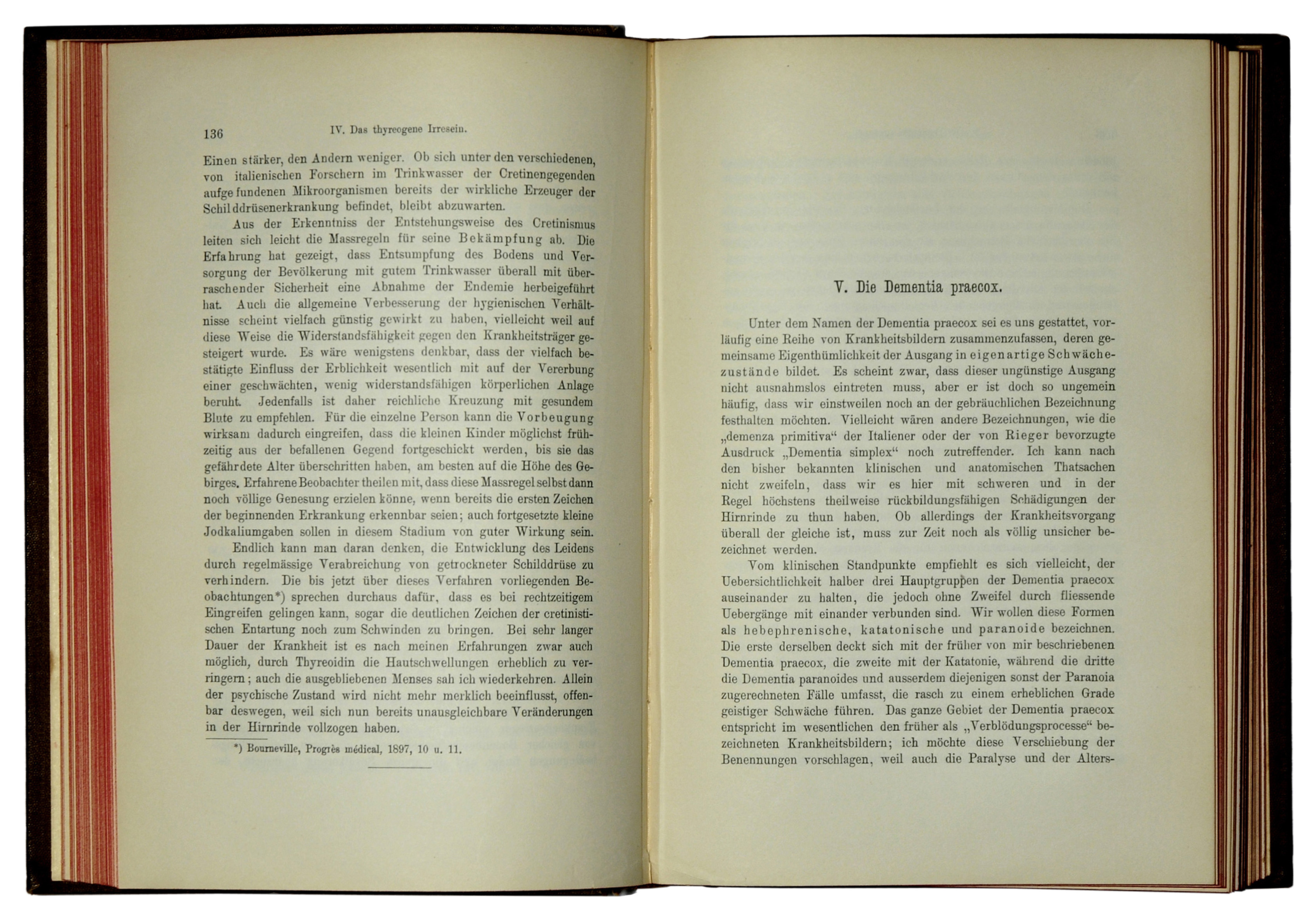
Kraepelin, Emil 1899
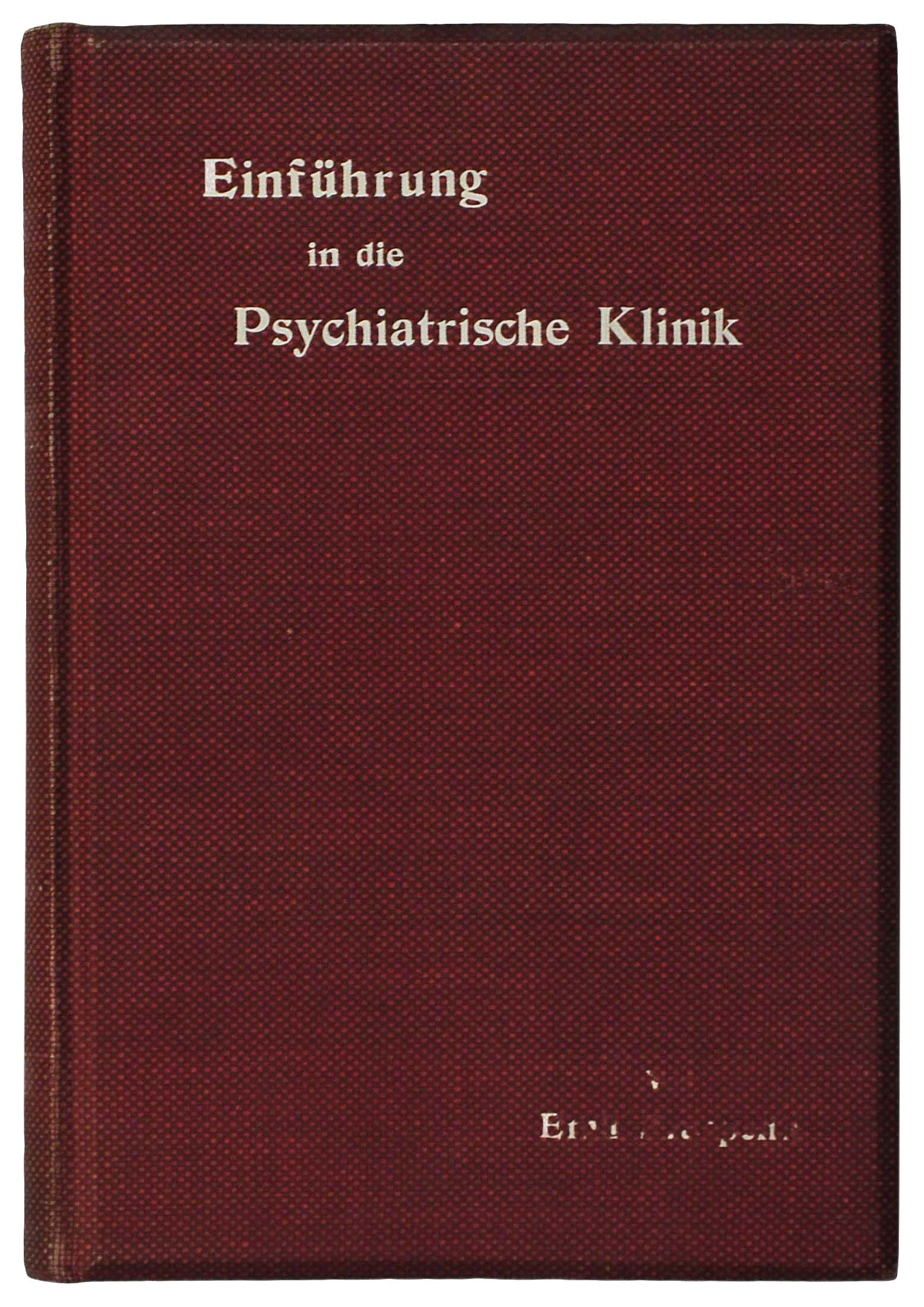
Kraepelin, Emil 1901
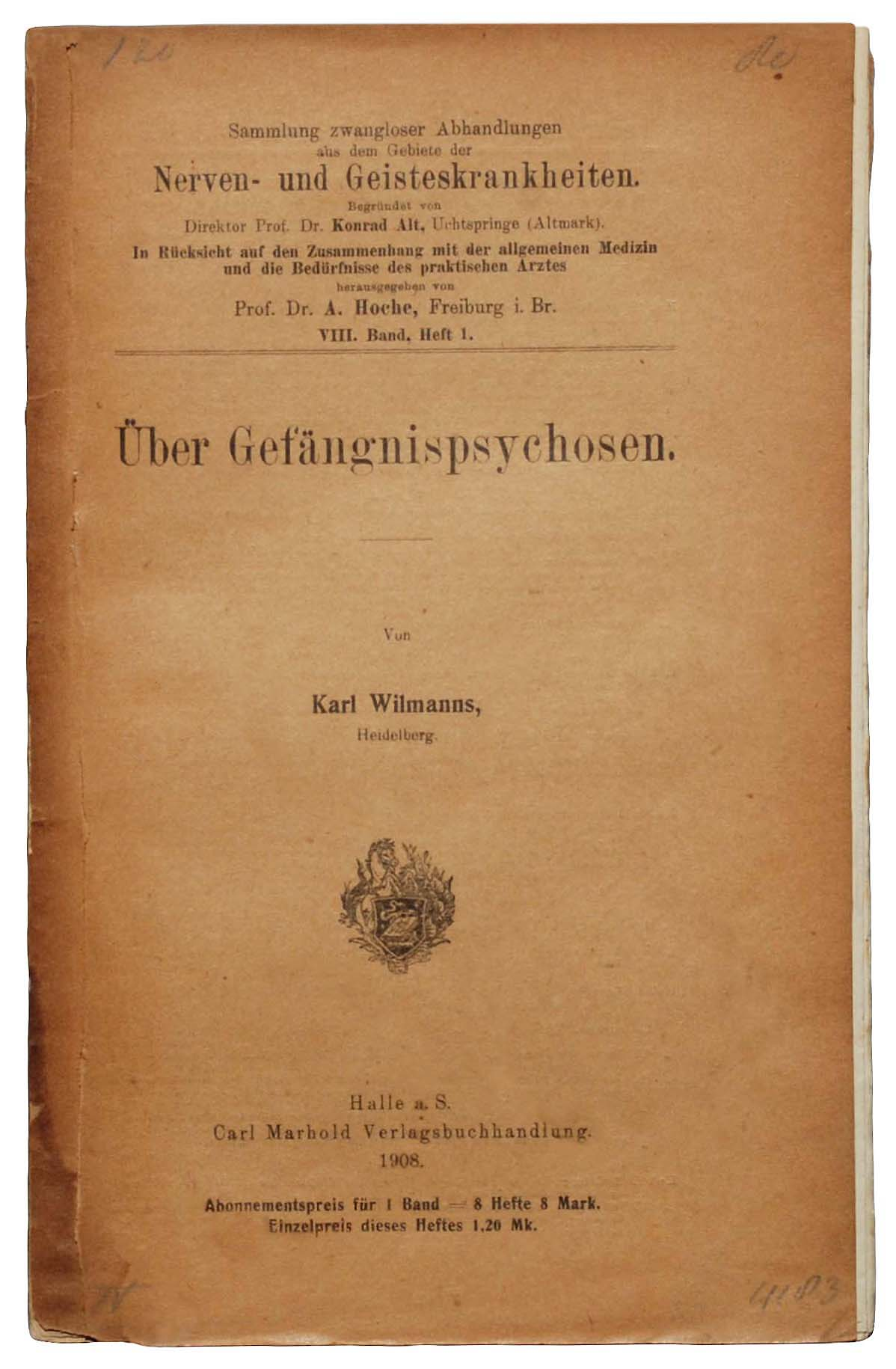
Wilmanns, Karl 1908
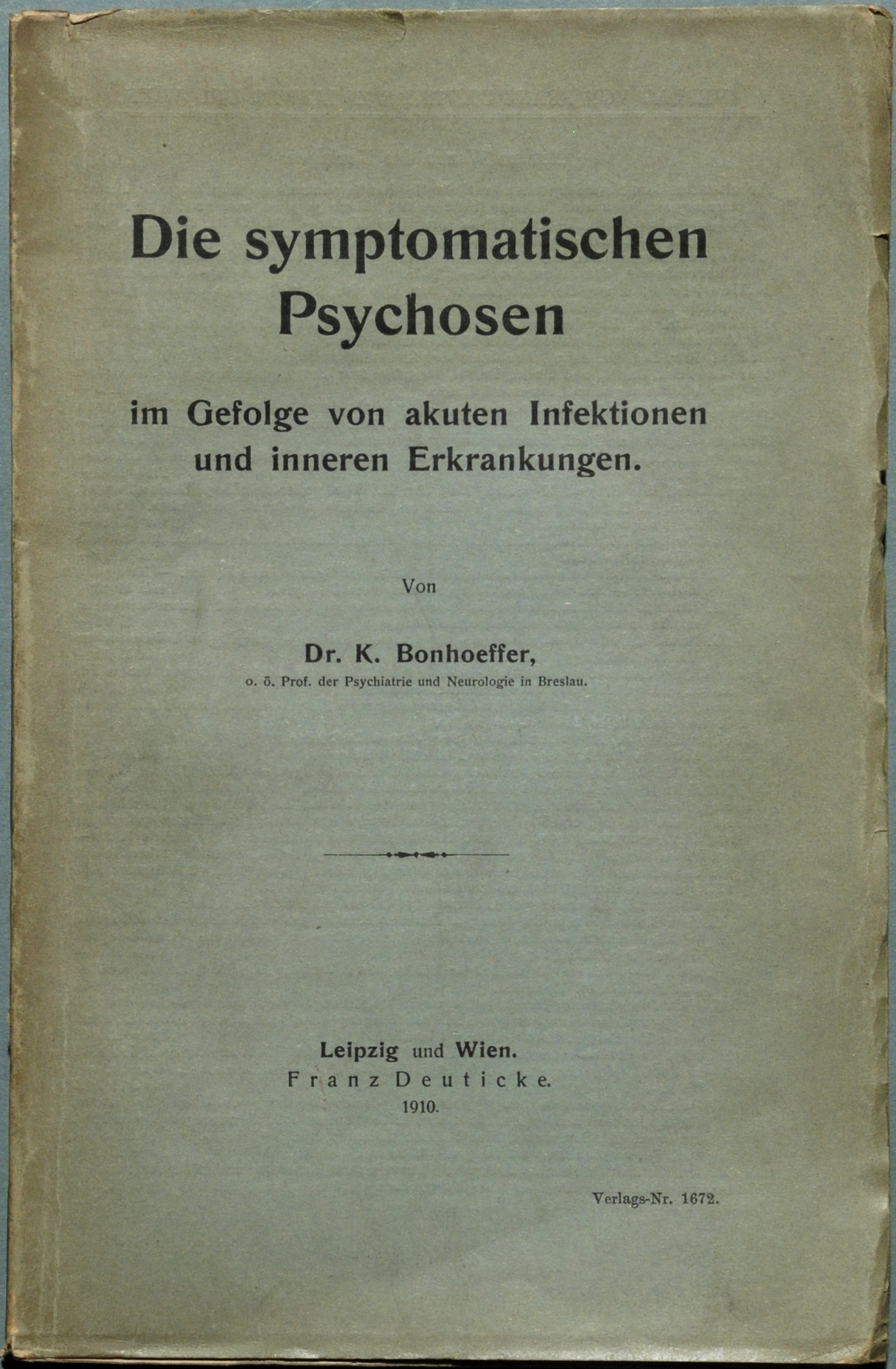
Bonhoeffer, Karl 1910
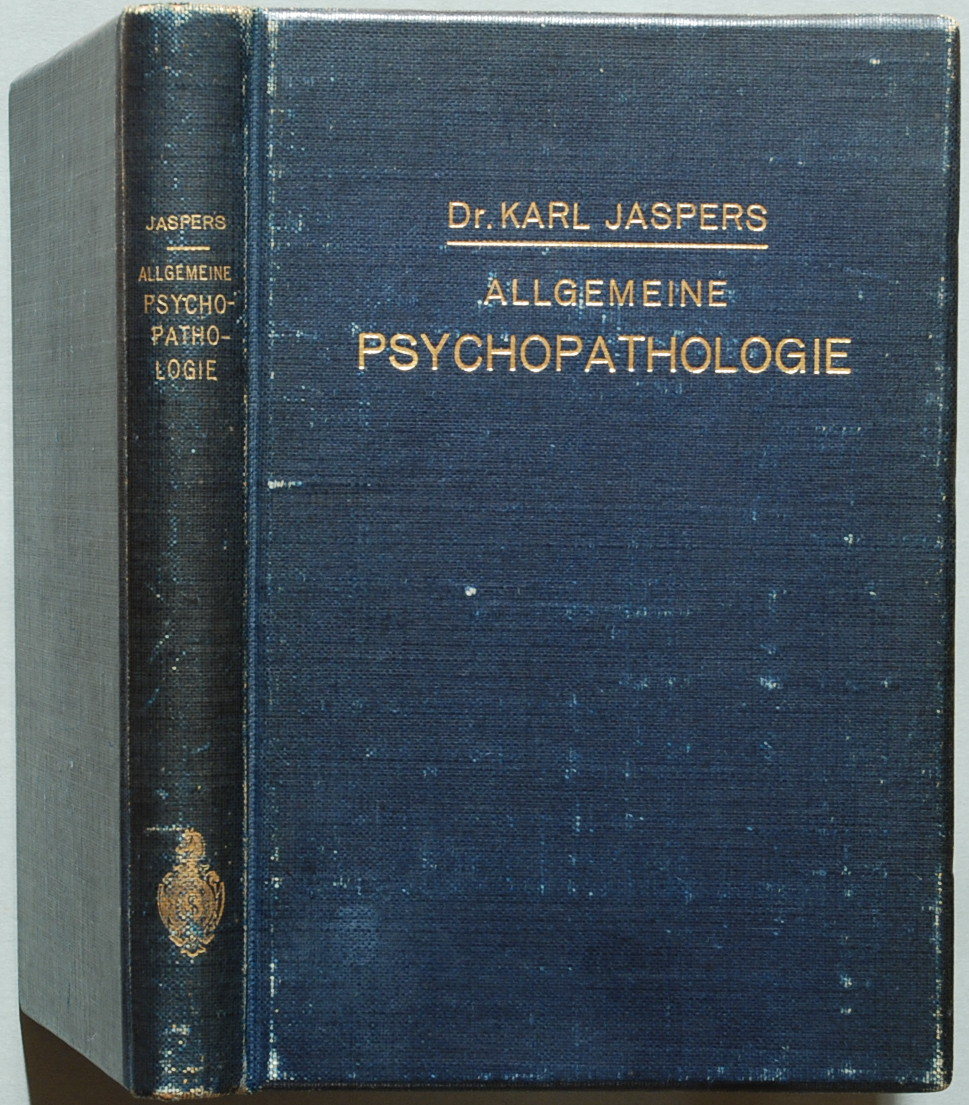
Jaspers, Karl 1913
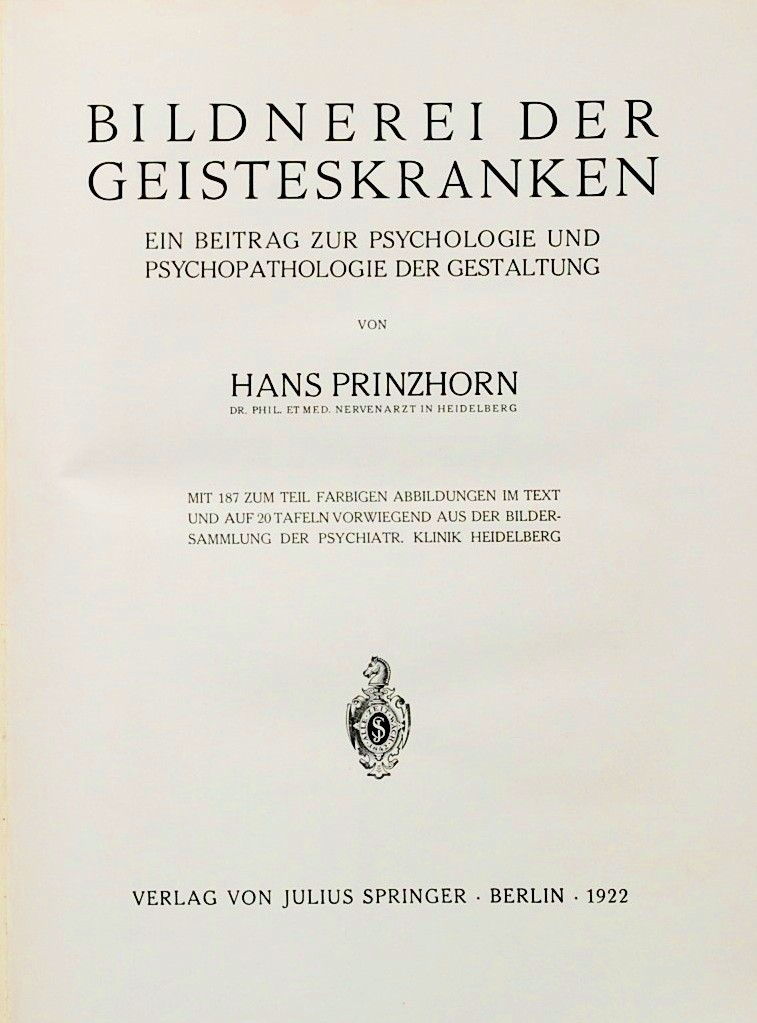
Prinzhorn, Hans 1922
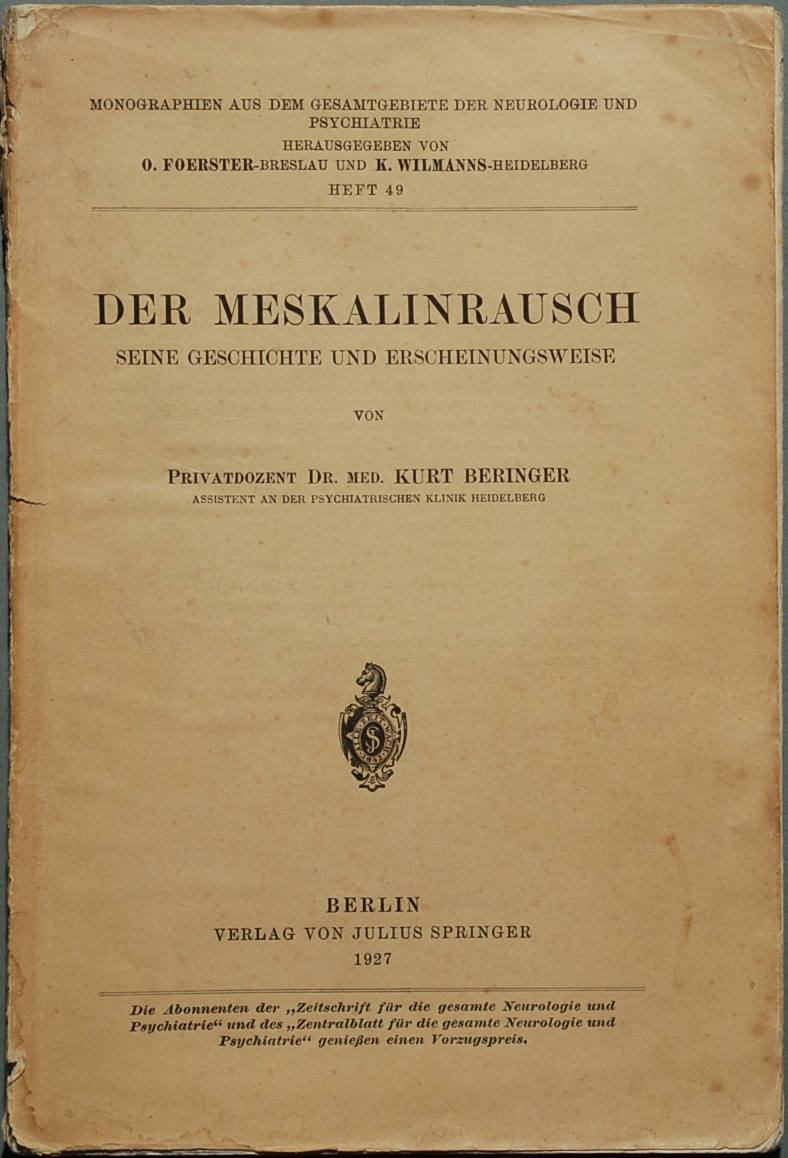
Beringer, Kurt 1927
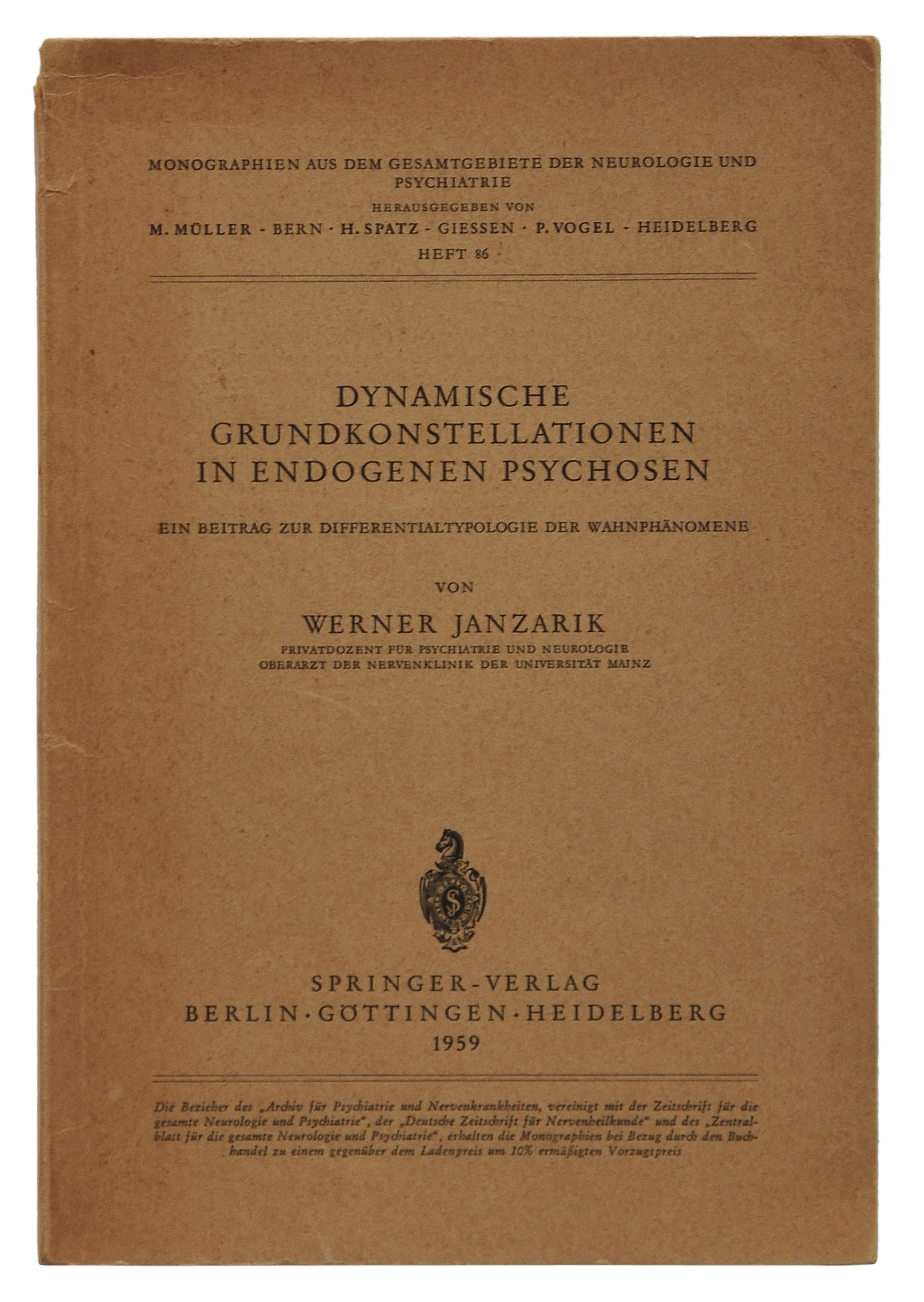
Janzarik, Werner 1959
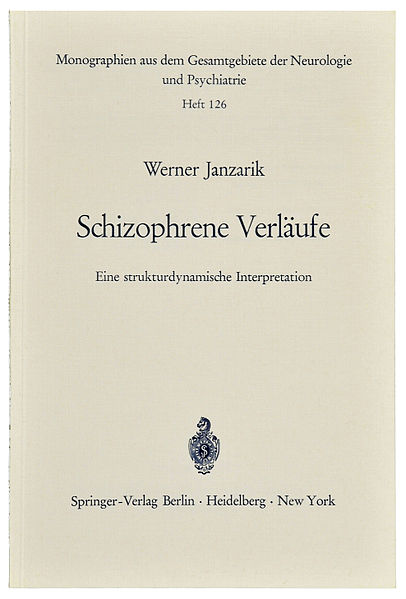
Janzarik, Werner 1968
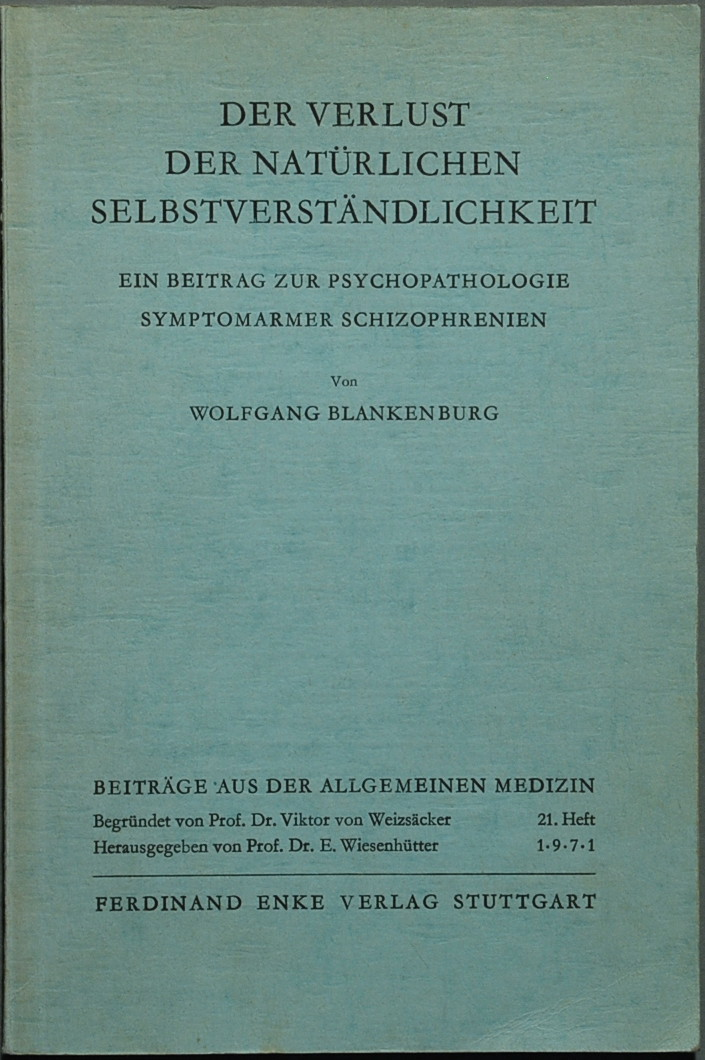
Blankenburg, Wolfgang 1971
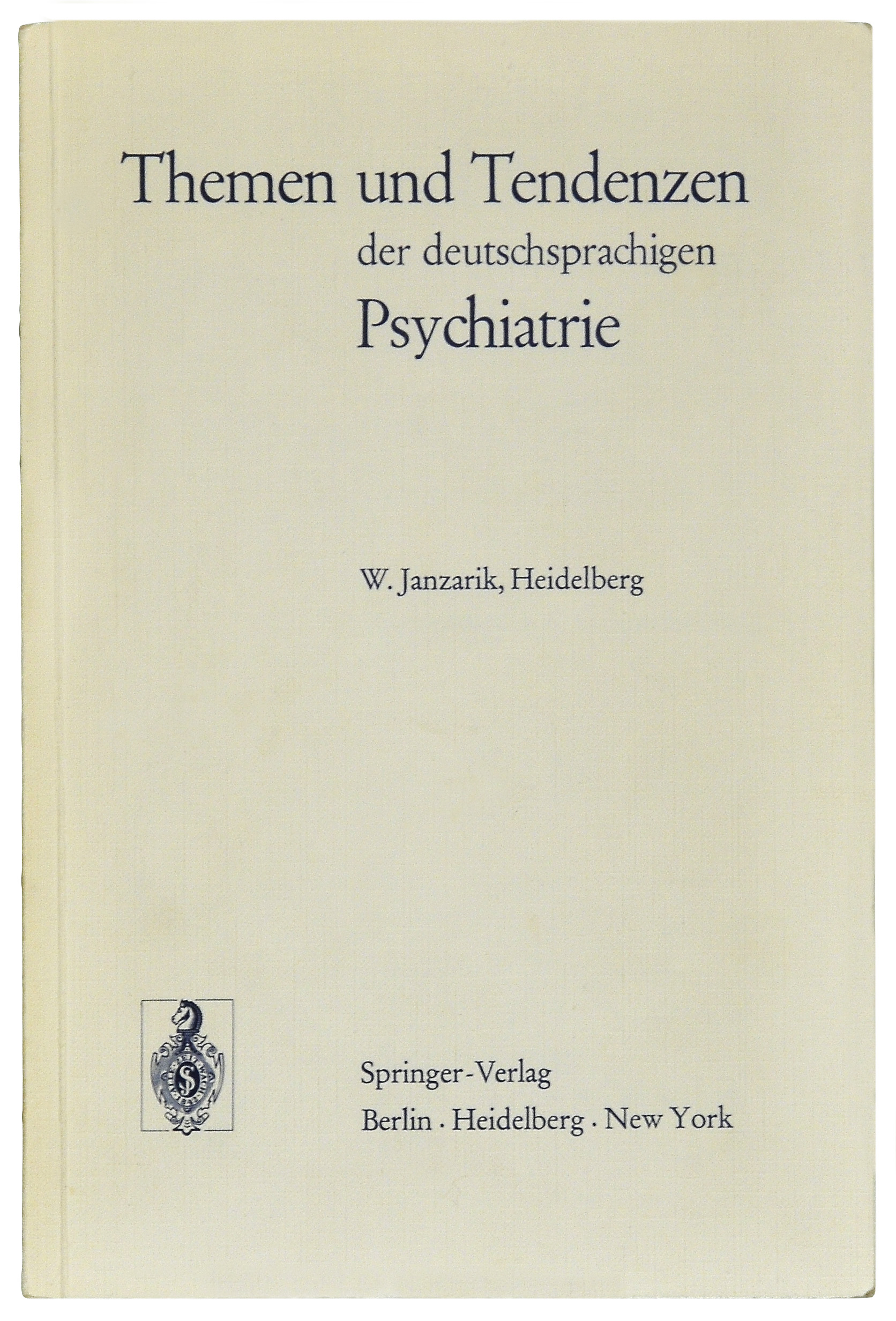
Janzarik, Werner 1974
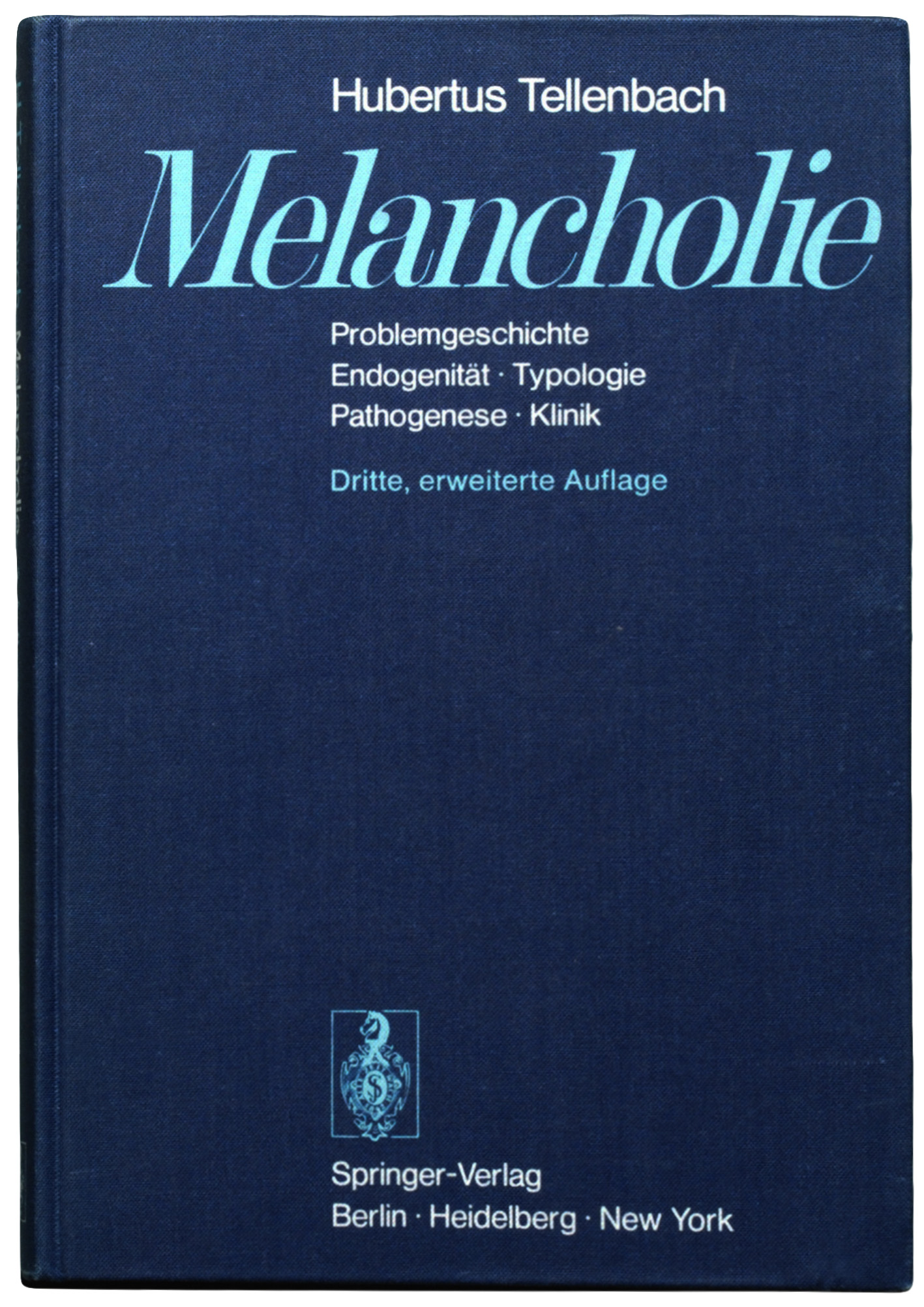
Tellenbach, Hubertus 1976
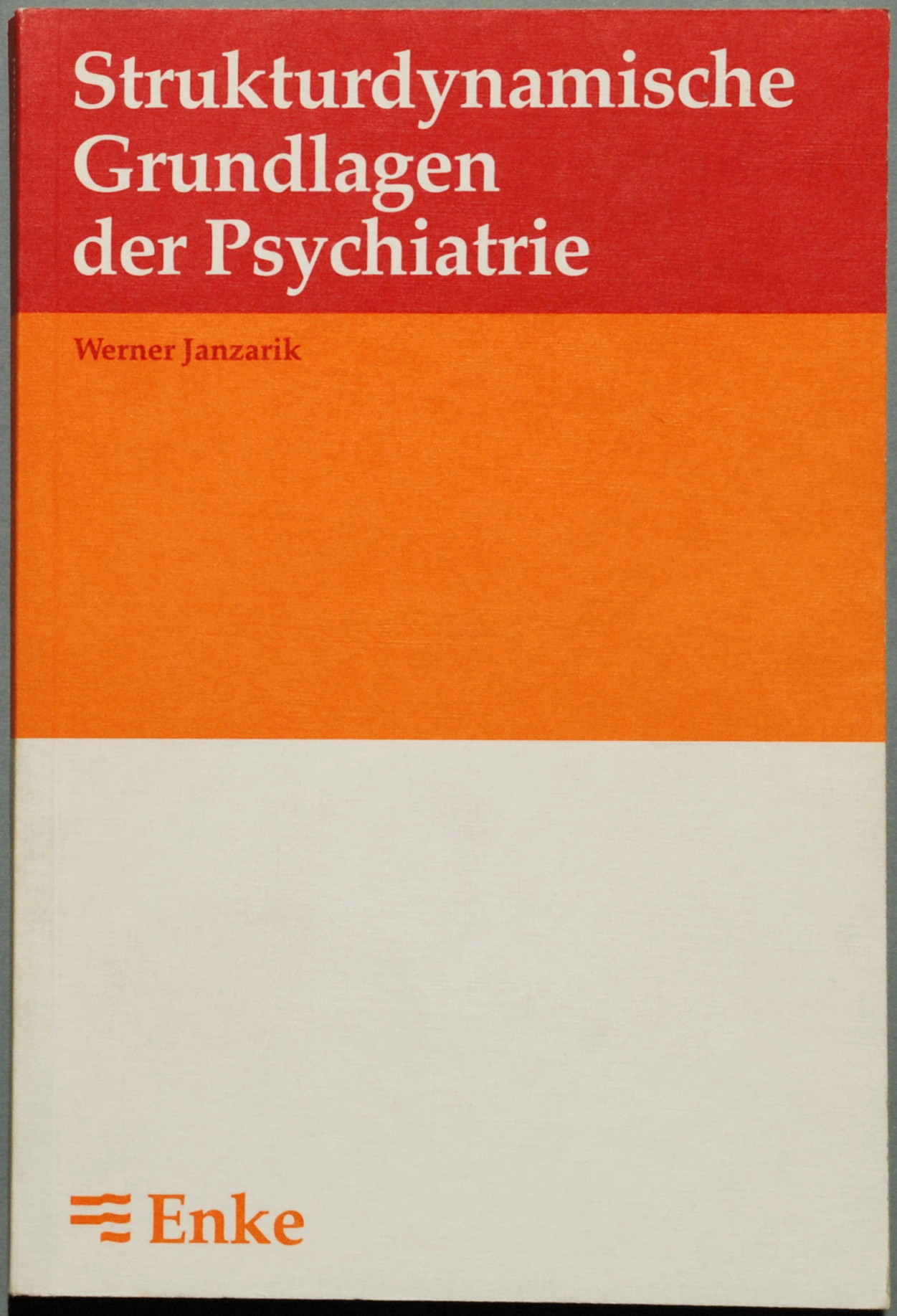
Janzarik, Werner 1988
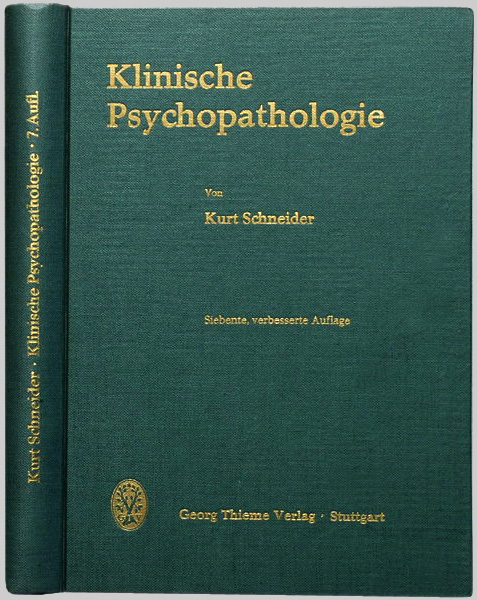
Schneider, Kurt 15. Auflage. 2007

Die Auswahl erfolgte nicht nach Gewichtung. Abgebildet sind die Exemplare aus der ehemaligen Sammlung H.-P.Haack Leipzig, vormals Heidelberg. Das Exemplar Janzarik (1959) wurde freundlich von Prof. Janzarik als Fotovorlage zur Verfügung gestellt.